# Anales del Jardín Botánico de Madrid
Anales del Jardín Botánico de Madrid (abreviado Anales Jard. Bot. Madrid) es una revista científica botánica que publica el  Consejo Superior de Investigaciones Científicas (CSIC ) y edita el Real Jardín Botánico de Madrid. Anales Jard. Bot. Madrid publica artículos originales e inéditos sobre taxonomía y sistemática vegetal y fúngica y campos relacionados, como biogeografía, bioinformática, conservación, ecofisiología, filogenia, filogeografía, florística, morfología funcional, nomenclatura o relaciones planta-animal, incluyendo trabajos de síntesis y revisión. Su primer número apareció en el año 1941 y continúa publicándose en la actualidad. Los volúmenes 10 al 35, de los años 1951 a 1980, se publicaron con el nombre de Anales Inst. Bot. Cavanilles. Comienza a estar disponible online en 2007, en formato PDF, manteniendo su edición impresa hasta 2016, año en el que pasa a ser revista electrónica publicando en formato PDF, HTML y XML-JATS. Los contenidos anteriores están igualmente disponibles en formato PDF.